# 確山県
確山県（かくざん-けん）は中華人民共和国河南省の駐馬店市に位置する県。

## 行政区画
- 街道:盤竜街道、三里河街道、朗陵街道
- 鎮:竹溝鎮、任店鎮、新安店鎮、留荘鎮、劉店鎮、瓦崗鎮、双河鎮、石滾河鎮、李新店鎮、普会寺鎮